# Claudia Emmanuela Santoso
Claudia Emmanuela Santoso (* 27. Oktober 2000) ist eine aus Cirebon, Indonesien stammende Sängerin und Gewinnerin der neunten Staffel der Castingshow The Voice of Germany im Jahr 2019.

## Leben und Karriere
Santoso besuchte seit ihrem vierten Lebensjahr die Musikschule. Sie nahm seit 2008 an verschiedenen Gesangswettbewerben für Kinder in Indonesien teil, u. a. bei Junior Indosiar Fantasy Academy, wechselte 2011 zu AFI Junior sowie Little Idol und 2014 zu Mamamia. Sie wurde durch ihren Onkel in dem Entschluss bestärkt, in Deutschland zu studieren. Sie besuchte Kurse des indonesischen Goethe-Instituts in Bandung und absolvierte während der Schulferien Deutsch-Intensivkurse an einer Sprachenschule in München. Nach dem Abitur verließ Santoso ihre Familie, um Musikwissenschaft an der Universität München zu studieren.
Santoso stellte sich im Februar 2019 in München für die Teilnahme an der 9. Staffel von The Voice of Germany vor, gelangte in die nächste Etappe in Berlin und schaffte es schließlich in die Blind Auditions. Hier sang sie das Lied Never Enough aus dem Soundtrack des Films The Greatest Showman. Santosos Auftritt beeindruckte die Jury und fand große Aufmerksamkeit in den sozialen Medien. Das Video ihres Auftritts in den Blind Auditions wurde eines der bis dahin meistgesehenen Videos aus The Voice of Germany.
Im Finale sang Santoso die drei Songs Castles von Freya Ridings, I Have Nothing von Whitney Houston und als eigenen Song Goodbye im Duett mit ihrem Coach Alice Merton. Mit 46,39 % der Zuschauerstimmen gewann Santoso den Wettbewerb. Seit der Veröffentlichung des Songs Goodbye am 10. November 2019 schaffte es die Single in die Charts von iTunes Indonesien und mehreren europäischen Ländern.
| Phase (Datum)                        | Lied           | Originalinterpret                      |
| ------------------------------------ | -------------- | -------------------------------------- |
| Blind Auditions (12. September 2019) | Never Enough   | Loren Allred                           |
| Battle (24. Oktober 2019)            | Say Something  | A Great Big World & Christina Aguilera |
| Sing-Offs (27. Oktober 2019)         | Run            | Snow Patrol                            |
| Halbfinale (3. November 2019)        | Listen         | Beyoncé                                |
| Finale (10. November 2019)           | I Have Nothing | Whitney Houston                        |
| Finale (10. November 2019)           | Castles        | Freya Ridings                          |
| Finale (10. November 2019)           | Goodbye        | Claudia Emmanuela Santoso              |

## Diskografie
Singles
- 2019: Goodbye